# Left Outside Alone
«Left Outside Alone» (рус. Остаться в одиночестве) — первый сингл американской певицы Анастейши из её третьего студийного альбома Anastacia (2004), выпущенный 15 марта 2004 года.
Песня достигла #1 в Австралии, Австрии, Италии, Испании и Швейцарии; #2 в Дании, Германии, Ирландии, Нидерландах и Норвегии; и #3 в Великобритании и Венгрии, в то время как стала 6-м самым продаваемым европейским синглом 2004 года. В России песня в течение двух недель занимала вершину чарта Европы Плюс, проведя в нём 22 недели.
В Соединённых Штатах «Left Outside Alone» имела похожий успех в танцевальных чартах Billboard, достигнув вершины в чарте Hot Dance Singles Sales, а также #5 в Hot Dance Club Play. Трек получил почти всеобщее признание критиков и похвалы, исходя из нового звучания Анастейши, а также её нового стиля пения, найденного в начале песни, который стали сравнивать с вокалом Эми Ли из группы Evanescence.

## Отзывы критиков
Редактор Allmusic Мэтью Числинг написал: «„Left Outside Alone“ входит в число самых сильных треков альбома». Редактор The Independent Энди Гилл сказал, что песня является «источником уязвимости».

## Видеоклип
Официальный видеоклип на песню «Left Outside Alone» был снят Брайаном Барбером в январе 2004 года в Калифорнии. Фактически существуют 3 видеоклипа на эту песню. Официальная (и первая) версия была выпущена на мировой рынок, за исключением Северной Америки.
Официальное видео начинается с показа Анастейши на мосту. Позже она идёт по улице с красным плакатом на рекламной стойке. Затем она садится в машину и во время движения выглядывает из машины и рядом видит «себя», страстно ласкающую мужчину. Когда она выходит из машины, она замечает людей, которые танцуют под её песню.
Альтернативная версия этого видео, известная как «blue-poster version», сделанная для Jason Nevins Global Club Edit содержит различные правки, в том числе использование голубого плаката вместо красного, а также имеет другой конец.
В 2005 году было выпущено совершенно новое видео для американской аудитории. Съёмки проходили 19-20 мая 2005 года в Лос-Анджелесе, штат Калифорния; режиссёрами видеоклипа стали Дэвид Липман, Чарльз Мелинг и Чарльз Мелинг. Хотя эта версия была записана специально для американского рынка, она никогда не была официально выпущена там. В этой версии Анастейша находится в одиночестве в замке, окружённая свечами.

## Список композиций
| Australian CD single 1. «Left Outside Alone» (Radio Edit) — 3:40 2. «Get Ready» — 3:30 3. «Left Outside Alone» (Jason Nevins Global Club Edit) — 4:16 European CD maxi single 1. «Left Outside Alone» (Radio Edit) — 3:40 2. «Get Ready» — 3:30 3. «Left Outside Alone» (Jason Nevins Global Club Edit) — 4:16 4. «Left Outside Alone» (Jason Nevins Mix Show Edit) — 3:14 5. «Left Outside Alone» (M*A*S*H Rock Mix) — 4:04 European promo CD single 1. «Left Outside Alone» (Radio Edit) — 3:40 German limited 3" CD single (POCK IT!) 1. «Left Outside Alone» (Radio Edit) — 3:40 2. «Left Outside Alone» (Jason Nevins Global Club Edit) — 4:16 UK CD single 1. «Left Outside Alone» (Radio Edit) — 3:40 2. «Get Ready» — 3:30 UK promo maxi single 1. «Left Outside Alone» (Radio Edit) — 3:40 2. «Left Outside Alone» (Love To Infinity Mix) 3. «Left Outside Alone» (Soda Club Remix) 4. «Left Outside Alone» (Jason Nevins Remix) | US CD maxi single 1. «Left Outside Alone» (Radio Edit) — 3:40 2. «Get Ready» — 3:30 3. «Left Outside Alone» (Jason Nevins Global Club Edit) — 4:16 4. «Left Outside Alone» (Jason Nevins Global Club) — 8:05 5. «Left Outside Alone» (Jason Nevins Mix Show) — 5:21 UK 12" promo single A1. «Left Outside Alone» (Jason Nevins Global Club Mix) — 7:51 B1. «Left Outside Alone» (M*A*S*H Master Mix) — 6:23 B2. «Left Outside Alone» (Jason Nevins Mix Show) — 5:21 US promo CD single 1. «Left Outside Alone» (Jason Nevins Global Club) — 8:05 2. «Left Outside Alone» (Jason Nevins Global Club Edit) — 4:16 US promo CD maxi single 1. «Left Outside Alone» (Jason Nevings Global Club Edit) — 4:16 2. «Left Outside Alone» (Jason Nevins Global Club) — 8:05 3. «Left Outside Alone» (Jason Nevins Mix Show Edit) — 3:14 4. «Left Outside Alone» (Jason Nevins Mix Show) — 5:21 US 12" promo single A1. «Left Outside Alone» (Jason Nevins Global Club) B1. «Left Outside Alone» (M*A*S*H Master Mix) — 6:23 B2. «Left Outside Alone» (Jason Nevins Mix Show) — 5:21 |

## Чарты
| Чарт (2004/2005)                    | Высшая позиция |
| ----------------------------------- | -------------- |
| Австралия (ARIA)                    | 1              |
| Австрия (Ö3 Austria Top 40)         | 1              |
| Бельгия (Ultratop Flanders)         | 5              |
| Бельгия (Ultratop Wallonia)         | 7              |
| Дания (Tracklisten)                 | 2              |
| Нидерланды (Dutch Top 40)           | 2              |
| Европа (European Hot 100 Singles)   | 2              |
| Финляндия (Suomen virallinen lista) | 6              |
| Франция (SNEP)                      | 9              |
| Германия (Media Control AG)         | 2              |
| Венгрия (Mahasz)                    | 3              |
| Ирландия (Irish Singles Chart)      | 2              |
| Италия (FIMI)                       | 1              |
| Новая Зеландия (Recorded Music NZ)  | 20             |
| Норвегия (VG-lista)                 | 2              |
| Испания (Spanish Singles Chart)     | 1              |
| Швеция (Sverigetopplistan)          | 6              |
| Швейцария (Schweizer Hitparade)     | 1              |
| Великобритания (UK Singles Chart)   | 3              |
| США (Hot Dance Club Play)           | 5              |
| США (Adult Top 40)                  | 30             |

| Чарт (2004)        | Позиция |
| ------------------ | ------- |
| Австралия          | 2       |
| Австрия            | 10      |
| Бельгия (Фландрия) | 15      |
| Бельгия (Валлония) | 31      |
| Нидерланды         | 9       |
| Европа             | 6       |
| Франция            | 56      |
| Германия           | 17      |
| Ирландия           | 5       |
| Швеция             | 19      |
| Швейцария          | 8       |
| Великобритания     | 7       |

## Сертификации
| Регион | Сертификация  | Продажи  |
| --- | ------------- | -------- |
| Австралия (ARIA) | 2× Платиновый | 140 000^ |
| Австрия (IFPI Austria) | Золотой       | 15 000*  |
| Бельгия (BEA) | Золотой       | 25 000*  |
| Германия (BVMI) | Золотой       | 150 000^ |
| Норвегия (IFPI Norway) | Золотой       | 5000*    |
| Швейцария (IFPI Switzerland) | Золотой       | 20 000^  |
| Великобритания (BPI) | Золотой       | 400 000  |
| * Данные о продажах приведены только на основе сертификации. · ^ Данные о тиражах приведены только на основе сертификации. · Данные о продажах + прослушиваниях приведены только на основе сертификации. |               |          |

## История релиза
| Регион | Дата          |
| ------ | ------------- |
| Мир    | 15 марта 2004 |
| США    | 22 марта 2005 |